# Kings Mountain
Kings Mountain város az USA Észak-Karolina államában, Gaston megyében. Lakosainak száma 11 142 fő (2020. április 1.).

## Története
Eredetileg a települést White Plainsnek hívták, de a várost 1874. október 16-án bejegyezték, és a nevet megváltoztatták. Úgy döntöttek, hogy a „Kings Mountain” lenne a megfelelőbb név, mivel a település közel volt a történelmi 1780-as Kings Mountain-i csata helyszínéhez a dél-karolinai York megyében, amely fordulópont volt az amerikai függetlenségi háborúban.
A belvárosban található a múzeum, a rendőrőrs és a Mauney Emlékkönyvtár.

## Népesség
A település népességének változása:

| 2010 | 10 296 |
| 2020 | 11 142 |